# Niassène
Niassène ist eine Gemeinde (commune) im Département Foundiougne der Region Fatick, gelegen im zentralen Westen Senegals. Sie besteht aus dem namensgebenden Hauptort (chef-lieu) sowie weiteren Dörfern (villages) und Weilern (hameaux).

## Geographische Lage
Die Gemeinde Niassène liegt im Osten des Départements und gehört zum Erdnussbecken Senegals. Der Hauptort Niassène liegt 32 Kilometer südöstlich der Départementspräfektur Foundiougne und 154 Kilometer südöstlich der Hauptstadt Dakar. Das Gemeindegebiet hat eine Fläche von 88,62 km². Benachbarte Kommunen sind im Uhrzeigersinn Diossong im Westen, Diagane Barka, Passy und Ndiaffate im Norden, Ndiédieng im Osten und im Süden Nioro Alassane Tall.

## Geschichte
Im Jahr 2010 wurde die Landgemeinde communauté rurale de Diossong, die neben vielen anderen Ortschaften rund um die städtischen Gemeinde Passy auch das Dorf Niassène umfasste, aufgeteilt. Die Orte westlich von Passy blieben bei Diossong, nördlich von Passy wurde die Landgemeinde Diagane Barka gegründet und südöstlich von Passy die Landgemeinde Niassène. Niassène erhielt 2014, wie in Senegal alle communautés rurales, den landesweit einheitlichen Status einer Gemeinde (commune).

## Bevölkerung
Die letzten Volkszählungen ergaben jeweils folgende Einwohnerzahlen:
| Jahr | Einwohner |
| ---- | --------- |
| 1988 | –         |
| 2002 | –         |
| 2013 | 16.315    |
| 2023 | 20.905    |

Im Jahr 1988 zählte der Hauptort Niassène 304 Einwohner. Im Jahr 2013 wurde von 587 Einwohnern ausgegangen.

## Verkehr
Niassène liegt abseits des Netzes der Nationalstraßen. Eine fünf Kilometer lange Schotterpiste führt vom Hauptort nach Passy im Nordwesten und zu den Nationalstraßen N 5 und N 9, die die Gemeinde mit dem Rest des Landes verbinden.